# Заминдавар
Заминдавар је историјска област Авганистана. То је изузетно велика и плодна долина. Главни извори за наводњавање је река Хелманд. Заминдавар се налази на већој територији северног дела провинције Хелманд и обухвата приближно подручје данашњих места као што су Баграна, Муса Кала, Нав Зад, Каџаки и Сангин. Било је то подручје са доста брда и широких, добро насељених и плодних долина које су наводњавале важне притоке Хелманда. Главни град је био  Муса Кала, који се налази на обалама истоимене реке, око 60 км северно од града Гришк у источном Хелманду.
У овом региону налазило се седиште племена Дурани Паштун које је било огранак племена Ализаи. Регија је такође дом племена Нурзаи, Баракзаи и Алакозаи, као и друга племена из конфедерација племена Дурани и Кучис. Из Заминдавара је проистекао већи део војске која је 1880. године опколила Кандахар под Мохамад  Ајуб Ханом; а управо је заминдаварски контингент племена био тај који је претходно умало победио снаге Сер Доналда Стеварта у бици код Ахмеда Хела. Британско-индијске снаге су контролу над Заминдаваром сматрале кључем положаја за заштиту пута између Херата и Кандахара током Другог англо-авганистанског рата.
Зунбили су владали Заминдаваром пре исламизације подручја. Назив Зунбил може се пратити до средњоперсијског оригинала Зун-датбар, „Зун давалац-правде“. Географско име Заминдавар такође би одражавало следеће, од средњоперсијског Замин-и датбар (Земља даваоца правде).

## Храм Зун
Према аутору Андреу Винку,
У јужном и источном Авганистану, регионима Заминдавар (Замин И Датбар или земља даваоца правде, класично Архозија) и Забулистан или Забул (Џабала, Каписа, Киа пи ши) и Кабул, Арапима су се ефективно супротстављали  више од два века, од 643. до 870. године нове ере, домородачки владари Зунбили и сродни Кабул-шахови из династије који су постали познати као будистички-шахови. Са Макраном и Белуџистаном и већим делом Синда може се сматрати да ово подручје припада културној и политичкој пограничној зони између Индије и Персије. Јасно је, међутим, да су у периоду од седмог до деветог века Зунбили и њима сродни народ Кабулшах владали претежно индијским, а не персијским царством. Арапски географи у ствари обично говоре о том краљу "Ал Хинд" -а ... (који) је носио титулу Зунбил.
Јужно од Хиндукуша владали су Зунбили, потомци јужно-Хефталита.  Север су контролисали кабулски шахови. Шахови из Зунбила и Кабула су били повезани културом са суседним индијским потконтинентом. Краљеви Зунбила обожавали су бога сунца по имену Зун од кога су и добили име. На пример, Андре Винк пише да је „култ Зуна првенствено био хиндуистички, а не будистички или зороастријски“.
643. године немуслимански Зунбили су окупили  велику војску и покушали да нападну Персију, која је управо била исламизована, али су их муслимани поразили. Отприлике десет година касније, у 653-4.године, арапски генерал је са 6000 арапских муслимана продро на територију Зунбила и упутио се до светишта Зун у Заминдавару, за које се веровало да се налазило око три миље јужно од Муса Кала у данашњем времену то је северни део провинције Хелманд у Авганистану. Генерал арапске војске „сломио је руку идолу и извадио рубине који су били његове очи како би убедио Марзбана из Систана у безвредност бога“.
Вилијем Вогелсанг у својој књизи наводи да су између осмог и деветог века нове ере источни делови модерног Авганистана још увек били у рукама немуслиманских владара очигледно хунског или турског порекла; били су повезани са индијским потконтинентом у културном смислу, јер су већина били или хиндуисти или будисти. Током  870. године нове ере Сафариди из Заранџа, града на југоистоку модерног Авганистана, освојили су већи део данашњег Авганистана и поставили муслиманске управнике широм земље. Међутим, муслимани и немуслимани су наставили  да живе раме уз раме све до успона Газнавида у 10. веку.
Кабул има замак прослављен својом снагом, доступан само једним путем. У њему су Муслимани, а има и град у којем су неверници из Хинда.— Истахкри, 921. г.н.е.
Претежно персијски, али који је поседовао средњоазијске црте, такође је био Бог Зун од кога су Зунбили и добили име.
Маркарт је тврдио да је Зунбил или Зхунбил исправан облик, а Ратбил искварени, и управо је он повезао титулу са Богом Зуном или Зхуном чији је храм лежао у Заминдавару пре доласка ислама, постављен на светој планини и који још увек постојао у касном деветом веку када су Сафариди Јакуб и Амр б Лајт освојили подручје до Кабула.
Ако су Хефтели у основи били индоевропски, политички и културно царства Забула и Кабула сматрала су се делом Ел-Хинда уочи муслиманског освајања. На пример, Качнама садржи бројне референце на Забул под исквареним  обликом „Рамал“ или „Ранмал“ који показује блиске контакте и брачне односе између владара и потчињених поглавара Синда и Кашмира и краља Забула у седмом веку. Изгледа да су односи између ових индијских владара  на северозападној граници били у сталном току, али чини се сигурним закључком да је краљ Кашмира успоставио захтев за управом над Забулом - као и над другим индијским краљевима.